# Mkdir
Az mkdir (make directory) a könyvtárak létrehozására használatos parancs a Unix, DOS, OS/2 és a Microsoft Windows operációs rendszerekben. A DOS, OS/2 és Windowsban a parancs egy  md rövidítésként használható.

## Használata
A parancs egy normális használata:
```
mkdir
 
könyvtár_neve

```

Ahol a  könyvtár_neve a létrehozandó könyvtár neve. Ha a fenti módon használjuk a parancsot, akkor az új könyvtár létrejön az aktuális könyvtár alatt. A Unix egyszerre több könyvtárat is létre tud hozni a mkdir parancs segítségével.

### Opciók
Az Unix-támogató operációs rendszerekben a mkdir parancsot opciókkal lehet ellátni. A leghasználtabb opciók a következők:
- -p: létrehozza a könyvtárat a közbenső könyvtárakkal együtt (ha azok nem léteznek).
- -v: kilistázza a létrehozott könyvtárat. Gyakran  használják együtt a -p opcióval.
- -m: a könyvtár jogosultságát adja meg nyolcas számrendszerbeli számként.

-p opciót, akkor használják gyakran, ha a mkdir parancs segítségével egy könyvtárstruktúrát akarunk létrehozni.

### Példák
A -p opció gyakorlati használata:
```
mkdir
 
-p
 
/tmp/a/b/c

```

Ha a /tmp/a könyvtárak léteznek, de a /tmp/a/b könyvtár nem létezik, akkor az mkdir parancs létrehozza először a /tmp/a/b könyvtárat, majd a /tmp/a/b/c könyvtárat.
Ha egy egész könyvtárstruktúrát szeretnénk létrehozni, akkor a következőképpen kell használjuk a parancsot:
```
mkdir
 
-p
 
tmpdir/
{
trunk/sources/
{
includes,docs
}
,branches,tags
}

```

Ez létrehozza az alábbi struktúrát:
```
          tmpdir
    ________|______
   |        |      |
branches   tags  trunk
                   |
                 sources
               ____|_____
              |          |
          includes     docs

```